# Zoopsis ceratophylla
Zoopsis ceratophylla là một loài rêu tản trong họ Lepidoziaceae. Loài này được (Spruce) Hamlin miêu tả khoa học lần đầu tiên năm 1972.